# Neumagen-Dhron
Neumagen-Dhron är en kommun och ort i Landkreis Bernkastel-Wittlich i förbundslandet Rheinland-Pfalz, Tyskland. Kommunen har cirka 2 300 invånare.
Kommunen ingår i kommunalförbundet Verbandsgemeinde Bernkastel-Kues tillsammans med ytterligare 22 kommuner.